# Shani Wallis
Shani Wallis (ur. 14 kwietnia 1933) – amerykańska aktorka i piosenkarka pochodzenia brytyjskiego.

## Życiorys
Wallis urodziła się w 1933 roku w Tottenham (obszar Londynu). Studiowała w Royal Academy of Dramatic Art. Już jako nastolatka grywała role na scenach teatralnych. Swój muzyczny debiut zrealizowała w wieku 18 lat w sztuce „Call Me Madam” w London Coliseum w 1952 roku. Późniejsze role w musicalach scenicznych ugruntowały jej wysoką pozycje jako aktorki teatralnej.
Na początku lat sześćdziesiątych XX wieku, zdecydowała się wyemigrować do Stanów Zjednoczonych. Początkowo grywała tam w kabaretach i klubach zyskując rozgłos. W 1966 roku zadebiutowała na Broadwayu w sztuce „A Time For Singing”, muzycznej wersji „How Green Was My Valley”.
Jako aktorka filmowa debiutowała jeszcze w Anglii. Jej najbardziej znaną filmową rolą jest rola Nancy, którą zagrała w brytyjskim filmie muzycznym Oliver! z 1968 roku.
Obecnie Wallis posiada obywatelstwo Stanów Zjednoczonych, w których mieszka od ponad czterdziestu lat. Od 13 września 1968 roku jest żoną Berniego Richa. Mają jedną córkę i dwie wnuczki.

## Filmografia
- 1968: Oliver! jako Nancy
- 1976: Mayday w stratosferze jako Terry Dunlap
- 1992: Akademia piękności jako Binky

### Głosy
- 1986: Wielki mysi detektyw jako lady Mouse
- 1995: Zakochany pingwin jako narrator